# Сейфарт, Оке
Оке Сейфарт (швед.  Karl Åke Seyffarth; 15 декабря 1919, Стокгольм — 1 января 1998, Мура) — шведский конькобежец, Олимпийский чемпион, чемпион Европы, рекордсмен мира.
В юношеские годы Сейфарт был также сильным велогонщиком.
На чемпионатах Швеции Сейфарт двадцать два раза побеждал на отдельных дистанциях.
Во время Второй мировой войны Сейфарт жил и тренировался в Швейцарии. В это время он установил два мировых рекорда на дистанциях 3000 и 5000 метров.
В 1947 году Сейфарт выиграл первый после второй мировой войны чемпионат Европы в многоборье.
На Зимних Олимпийских играх 1948 года в Санкт-Морице Оке Сейфарт стал Олимпийским чемпионом на дистанции 10000 метров и завоевал серебряную медаль на дистанции 1500 метров.

## Мировые рекорды
Оке Сейфарт — дважды улучшал мировые рекорды:
- 5000 метров 8:13,70 3 февраля 1941 года, Давос
- 3000 метров 4:45,70 3 февраля 1942 года, Давос

## Лучшие результаты
Лучшие результаты Оке Сейфарта на отдельных дистанциях:
- 500 метров — 43,20 (31 января 1942 года, Давос)
- 1000 метров — 1:27,50 (31 января 1942 года, Давос)
- 1500 метров — 2:14,20 (29 января 1942 года, Давос)
- 3000 метров — 4:43,50 (31 января 1942 года, Давос)
- 5000 метров — 8:13,70 (3 февраля 1941 года, Давос)
- 10000 метров — 17:07,50 (3 февраля 1942 года, Давос)